# Lac de Velence
Le lac de Velence (hongrois : Velencei-tó [ˈvɛlɛntsɛi toː]) est un lac de Hongrie, situé à mi-distance de Budapest et du lac Balaton. C'est le troisième plus grand lac du pays avec environ 25 km2 et 10,8 km dans sa plus grande longueur.

## Description
Très peu profond, près d'un tiers de sa superficie est couvert de roseaux et ses contours sont peu définis. Sa très faible profondeur moyenne de 1,5 m en fait, grâce aux 2050 heures d'ensoleillement annuelles, l'un des lacs les plus chauds d'Europe, la température de l'eau pouvant atteindre 26 à 28 °C l'été.
Il est bordé par les petites stations balnéaires d'Agárd et Gárdony au sud et Velence au sud-est.

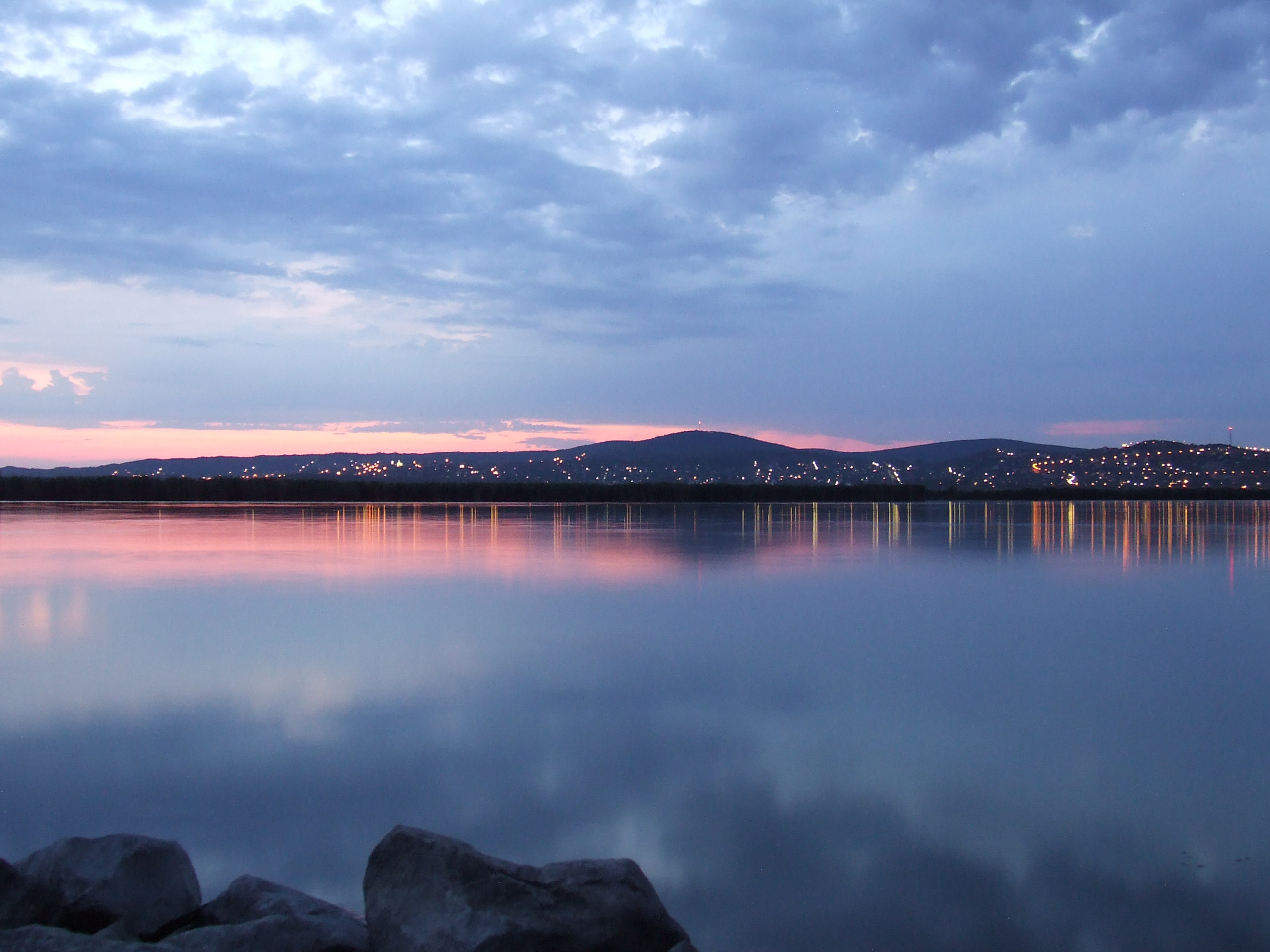
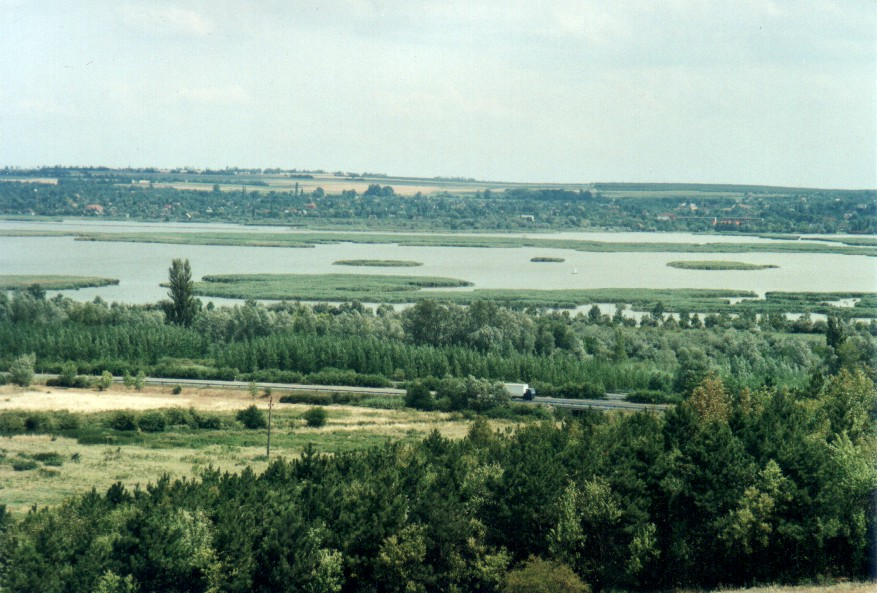
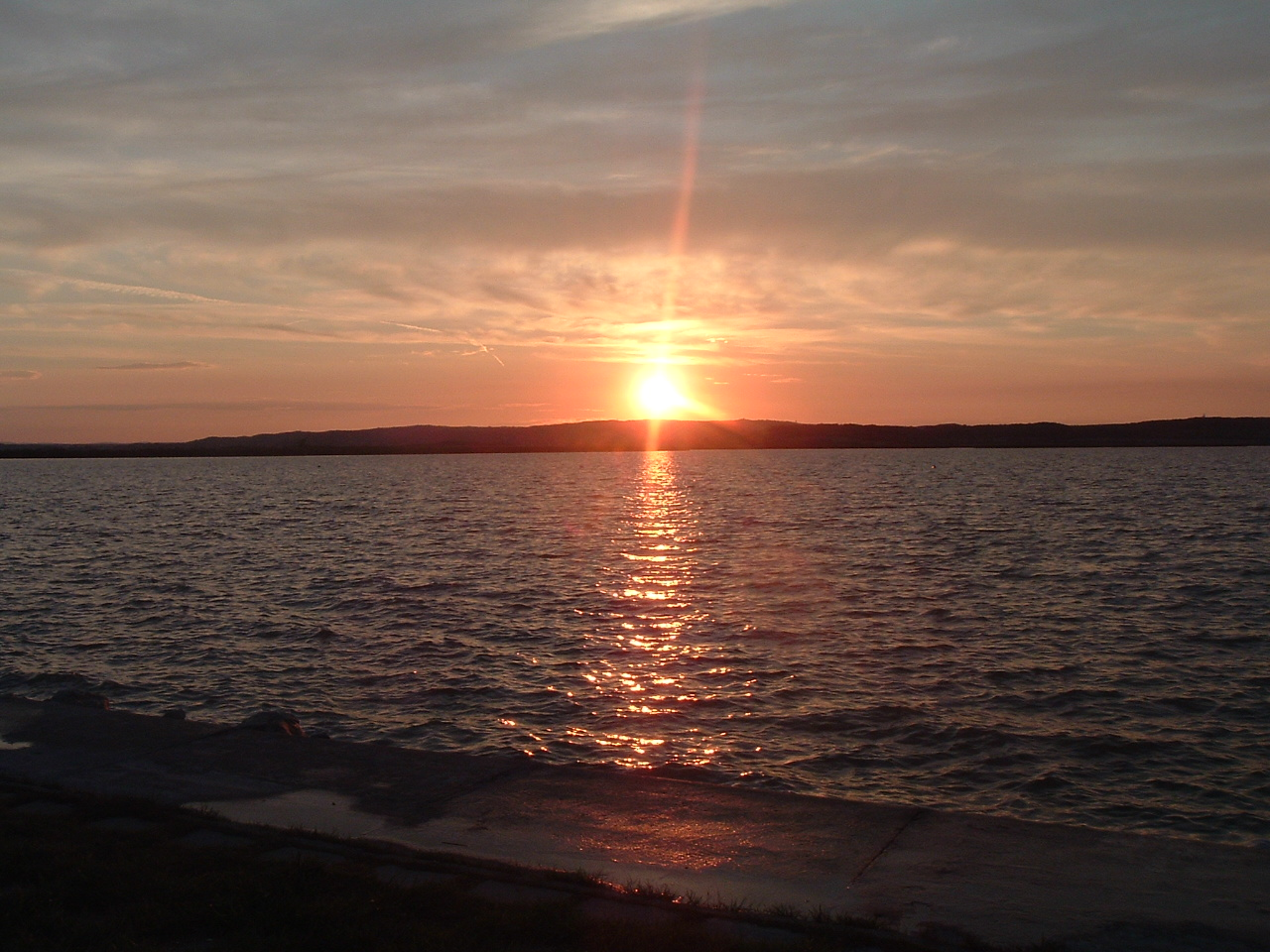